# کامپونگ سپئو
۱۱°۲۷′ شمالی ۱۰۴°۳۰′ شرقی / ۱۱٫۴۵۰°شمالی ۱۰۴٫۵۰۰°شرقی
کامپونگ سپئو شهری در کشور کامبوج است که جزو تقسیمات اداری ایالت کامپونگ سپئو محسوب می‌شود و جمعیت آن براساس سرشماری سال ۱۹۹۸ میلادی ۴۱٫۴۷۸ نفر بوده که در سال ۲۰۰۵ میلادی به ۵۰٫۵۲۸ نفر افزایش یافته‌است.